# نظام اللغة الطبية الموحدة
إن نظام اللغة الطبية الموحدة (UMLS) هو الخلاصة للعديد من المفردات التي تم ضبطها في العلوم الطبية الحيوية (أنشئ عام 1986 ).حيث يزود بمخطط بنيوي ضمن هذه المفردات مما يمكن الشخص من الترجمة بين مختلف أنظمة علوم المصطلحات.
ويمكن النظر إليه أيضا كقاموس شامل وكعلم وجود للمفاهيم الطبية الحيوية. وإضافة لذلك يستطيع (UMLS) أن يؤمن سهولة حتى في عمليات الترجمة العادية. وهو مخصص للاستخدام بشكل رئيسي من قبل متعهدي نظام المعلوماتية الطبية.
يحتوي (UMLS) على مصادر للمعلومات (قاعدة بيانات) ومجموعة من أدوات البرمجة الحاسوبية.تم تصميم هذا النظام ورعايته من قبل المكتبة الطبية الوطنية في الولايات المتحدة ويتم تحديثه كل ثلاثة أشهر ويمكن استخدامه مجانا.
وقد بدأ هذا المشروع عام 1986 من قبل Donald A.B.Lindberg و M.D بعده وهو المدير الحالي للمكتبة الوطنية.

## الهدف والتطبيقات
إن عدد المصادر الطبية الحيوية المتاحة للباحثين كبير جدا وغالبا ما يشكل هذا مشكلة تعود للحجم الهائل من الملفات المسترجعة عند إجراء مراجعة للأدب الطبي.
إن هدف (UMLS) هو تحسين الوصول إلى هذا الأدب عن طريق تبسيط أنظمة الكومبيوتر المتطورة التي تعنى بفهم اللغة الطبية الحيوية.
ويتحقق ذلك بالتغلب على حاجزين مهمين اختلاف الطرق التي تظهر نفس المفاهيم في مختلف المصادر الآلية المقروءة ومن قبل أناس مختلفين)
و (وتوزع المعلومات المفيدة وسط عدة قواعد بيانات وأنظمة مختلفة).

## الترخيص
يتعين على مستخدمي النظام التسجيل في اتفاقية UMLS وملء سجلات استخدام مختصرة سنويا. ويمكن للمستخدمين من الأكادميين استخدام UMLS بشكل حر ودون تسجيل بهدف إجراء الأبحاث.
ويحتاج المنتجون وأصحاب الإعلانات التجارية لتراخيص حقوق طبع لبعض المفردات المتحدة المصدر.